# Estrelas (programa de televisão)
Estrelas foi um programa de televisão brasileiro produzido pela TV Globo e exibido nas tardes de sábado de 8 de abril de 2006 até 28 de abril de 2018, sob o comando de Angélica. Com entrevistas e reportagens especiais, tinha a proposta de revelar a intimidade e o dia a dia das celebridades. Foi exibida pela TV Globo Internacional sempre aos domingos.
Teve reprises no Canal Viva, nos sábados e domingos. De 1 de janeiro a 2 de dezembro de 2018, o Viva exibiu a 1ª fase do programa em sua grade diária.
Até 2015, o programa não era veiculado para todas as emissoras da Globo, pois estas transmitiam programas locais no horário. No entanto, em 25 de abril de 2015, o horário do programa foi ajustado para às 14h40, passando a ser exibido em rede nacional.

## Exibição
Na fase inicial, Angélica recebia os convidados em uma sala. Eles assistiam às matérias em um telão e conversavam sobre o assunto em pauta. Ao longo dos primeiros meses, o Estrelas passou por mudanças e saiu do estúdio. O bate-papo descontraído com os entrevistados deu o tom da atração, que procurava mostrar um pouco da vida das celebridades. Angélica entrevistava seus convidados em locais que faziam parte do dia a dia ou da história da personalidade. Com isso, a apresentadora fazia uma visita à casa do entrevistado, acompanhava em alguma atividade de sua rotina ou levava-o para um passeio.
A atração contava com diversos quadros. Perfil, Sabores, Desejos, Saúde e Paparazzo foram os quadros de estreia do programa. Em Perfil, Angélica entrevistava um artista e lembrava os momentos marcantes de sua carreira. Em Sabores, uma celebridade prepara algum prato que fosse sua especialidade mostrando o passo a passo de sua receita. Em Desejos, realizava-se o sonho de um convidado. No quadro Saúde, um artista dava dicas de bem-estar. Paparazzo mostrava um vídeo com o ensaio sensual do artista da semana. Com o passar do tempo, permaneceram no ar apenas os quadros Perfil e Sabores.
A partir de 7 de abril de 2012, Ney Latorraca passou a fazer uma participação frequente no Estrelas. No quadro Ney Lá, Ney Cá, o ator acompanhava Angélica em passeios engraçados e inusitados. Na estreia, os dois visitaram o Centro Luiz Gonzaga de Tradições Nordestinas, onde funciona a Feira de São Cristóvão, no Rio de Janeiro.
No dia 15 de setembro de 2012, Angélica saiu de licença-maternidade para dar à luz sua filha e passou o comando do programa para Ana Furtado, apresentadora do Video Show na ocasião. Angélica retornou ao Estrelas em 16 de fevereiro de 2013. Esta foi a segunda vez que Ana Furtado substituiu a apresentadora no programa durante sua licença-maternidade.
Em 25 de abril de 2015, o programa ganhou mais 15 minutos e passou a ser exibido em todo o Brasil, antecedendo o Caldeirão do Huck. Assim, o programa passou a ser exibido às 14h40 da tarde. Seu antigo horário foi ocupado pela estreia da Sessão Comédia, exibida apenas nas emissoras que não possuíam programação local na faixa das 14 horas. 
Em 4 de outubro de 2017, foi anunciado que o Estrelas chegaria ao fim em abril de 2018, pouco antes da Copa do Mundo. O motivo do cancelamento da atração seria para a emissora fazer um esquema de vários programas por temporadas na grade de sábado e aproveitar a apresentadora em um novo projeto da emissora. O último programa foi exibido em 28 de abril de 2018. No seu lugar, entrou o Só Toca Top.

## Quadros
- Batalha dos Sabores
- Cantinho das Estrelas
- Cão das Estrelas
- Closet das Estrelas
- Estrela da Estrela
- Minha Vida
- Origem das Estrelas
- Perguntas de Tirar o Fôlego
- Sabores

## Temporadas temáticas

### Temporada de Verão
Em 2007, o Estrelas ganhou uma edição especial de verão. Alguns programas tiveram como locação o Hotel do Frade, em Angra dos Reis (RJ), onde foram entrevistados os atores Bruno Gagliasso, Maria Clara Gueiros e Camila Rodrigues. A edição de verão não foi produzida em 2008, mas voltou a acontecer nos anos seguintes. Em 2009, teve diversas cidades da Bahia como cenário; em 2010, a atração voltou a Angra dos Reis; e em 2011, foi a Miami, Estados Unidos.
A temporada de verão do Estrelas em 2012 foi gravada em Nova York. No programa de estreia, exibido no dia 7 de janeiro, Angélica passeou com o jornalista Zeca Camargo pelas ruas de Manhattan e no High Line Park; encontrou com o ator e diretor Miguel Falabella na Times Square; e visitou a a escola de dança Broadway Dance Center com a atriz Danielle Winits. O programa de encerramento da temporada foi em 28 de janeiro.
Em janeiro de 2014, o Estrelas foi passar o verão em Las Vegas. Mas nem só de cassino vive a cidade norte-americana. Angélica apresentou uma Las Vegas cheia de desafios para Dudu Azevedo, Thiago Martins e Daniele Suzuki. Thiago, que disse ter medo de altura, encarou um passeio em um caça com um piloto de acrobacias. Eles visitaram a academia de artes marciais de Wanderlei Silva e Dudu Azevedo treinou MMA com o campeão de UFC. Dani Suzuki enfrentou um rally no deserto.
A temporada especial de verão de 2015 foi em Fernando de Noronha. Durante três programas de janeiro, Angélica recebeu convidados em clima de férias, música e muita comida. A apresentadora mergulhou com a atriz Grazi Massafera e curtiu a vida marinha da ilha paradisíaca; com Mariana Ximenez passeou de barco e ainda teve o privilégio de ver golfinhos; com Chay Sued, que fez sua estreia no arquipélago, ela visitou a Praia do Sancho, eleita uma das mais bonitas do mundo. A chef Renata Vanzetto preparou um filé de peixe embrulhado na couve, com ingredientes colhidos na ilha. Angélica, Grazi Massafera e Susana Vieira aprovaram o prato. Outras estrelas que estiveram nessa temporada de verão: Dani Winits, Henri Castelli, Chef Auricélio Romão e Flávio Canto.
Em janeiro de 2016 o Estrelas exibiu uma temporada especial de verão com quatro programas gravados na Bahia. Dentre os convidados, o casal de atores e humoristas Marcos Veras e Júlia Rabello que participaram do quatro Batalha de Sabores onde prepararam um legítimo acarajé. Angélica ainda recebeu a cantora Claudia Leitte em um passeio de iate, a atriz Isabella Santoni,  Bell Marques e o filhos: Rafael Marques e Felipe "Pipo" Marques vocalistas da banda Oito7Nove4, Emanuelle Araújo, Bela Gil, Durval Lelys, Scheila Carvalho, Jacaré, Harmonia do Samba, Alice Wegmann, Marcello Melo Jr., Nelson Freitas,  Bianca Bin, Márcio Victor, líder do grupo Psirico, e o casal Bruna Lombardi e Carlos Alberto Riccelli.

### Temporada de Inverno
Julho de 2009 marcou a estreia da temporada de inverno, gravada nas cidades de Buenos Aires e Bariloche, na Argentina. Em um dos programas, Angélica conversou com Reynaldo Gianecchini a bordo de um cadillac branco conversível. Por onde passava, o Estrelas revelava hábitos do local, apresentava pontos turísticos e falava da culinária do lugar. Em 2011, a edição de inverno foi em Santiago, no Chile.
A temporada de inverno de 2012 foi em Trancoso, na Bahia. De dreads nos cabelos e com a barriguinha de grávida de fora, Angélica conversou com os convidados e mostrou as belezas do lugar. Joaquim Lopes preparou uma moqueca de peixe, Fernanda Souza passeou pelo quadrado de Trancoso e o grupo Chiclete com Banana animou a atração. Outras celebridades que estiveram no programa foram: André Marques, a jogadora de vôlei Leila, Jota Quest, Marcos Pasquim, Andreia Horta e Dudu Azevedo.
O Pantanal foi o destino da temporada de inverno que começou em julho de 2015. No primeiro programa, Angélica levou Gloria Maria para fazer  um safari e conversou com a jornalista, que já foi três vezes ao Pantanal. A cantoria ficou por conta da dupla sertaneja João Neto e Frederico. Em seguida, os chefs Janaina e Jefferson Rueda prepararam um arroz de galinhada para os convidados. Na conversa após o almoço, Luciano Huck surpreendeu a mulher e se juntou à conversa. O cantor Cristiano Araújo, que morreu em um acidente de carro no dia 24 de junho de 2015, esteve no Pantanal com Angélica, deu entrevista e cantou suas canções mais famosas. Também participaram da temporada. Ellen Roche, Vanessa da Mata, Jackson Antunes, Cristiana Oliveira.

### Temporada na Disney
Em 4 de maio de 2013, Angélica iniciou uma temporada nos parques temáticos da Disney, em Orlando, nos Estados Unidos. O encontro do dia foi com os atores Fernanda Rodrigues e Raoni Carneiro, e a filha do casal, em um passeio pelo Magic Kingdom. O Estrelas visitou diversas vezes o complexo Walt Disney World em Orlando. Em cada programa, atrações e parques diferentes eram o centro das atenções. Assim foi em maio de 2013, quando visitou o DownTown Disney, Epcot Center e Hollywood Studios, e em março e abril de 2016, quando o programa embarcou no Cruzeiro da Disney e visitou os novos brinquedos no Magic Kingdom. Em 2016 os convidados foram: Isabelle Drummond, Tom Cavalcante, Henri Castelli, Fabiana Karla, Marcos Pasquim, Guilhermina Guile, Claudia Leitte, Ricardo Tozzi, Sandy, Lucas Lima, Lúcio Mauro Filho e Wanessa.

### Estrelas Solidárias
Em 2017, o programa mudou sua estrutura e passou a ser exibido em três temporadas. A primeira, chamada de Estrelas Solidárias, estreou em 8 de abril de 2017 e terminou em 19 de agosto de 2017. Durante a temporada, Angélica e seus convidados viajaram pelo Brasil em busca de pessoas que se empenham para transformar a sua comunidade, além de vivenciaram a realidade de diversos projetos sociais. O último episódio, foi transmitido ao vivo, já que no mesmo dia, a apresentadora comandou o mesão da maratona do Criança Esperança.

### Estrelas do Brasil
Em 26 de agosto de 2017, o programa ganhou uma nova temporada, em que Angélica viaja com os convidados para conhecer lugares e pessoas que fazem o maior sucesso em suas cidades como Belém do Pará, Recife (Pernambuco), Salvador (Bahia), Belo Horizonte (Minas Gerais), São Paulo, Porto Alegre (Rio Grande do Sul), Rio de Janeiro. O último programa exibido no dia 28 de abril de 2018 teve a presença da apresentadora Fátima Bernardes e da atriz Lília Cabral e a despedida de Angélica com momentos dos 12 anos do programa. 

## Temporadas
| Ano  | Temporada                       | Episódios | Exibição Original     | Exibição Original      |
| Ano  | Temporada                       | Episódios | Estreia da Temporada  | Final da Temporada     |
| ---- | ------------------------------- | --------- | --------------------- | ---------------------- |
| 2015 | Estrelas em Fernando de Noronha | 4         | 10 de janeiro de 2015 | 31 de janeiro de 2015  |
| 2015 | Estrelas no Pantanal            | 4         | 11 de julho de 2015   | 01 de agosto de 2015   |
| 2016 | Estrelas na Bahia               | 4         | 09 de janeiro de 2016 | 30 de janeiro de 2016  |
| 2016 | Estrelas na Disney              | 3         | 19 de março de 2016   | 02 de abril de 2016    |
| 2016 | Estrelas 10 Anos                | 31        | 09 de abril de 2016   | 31 de dezembro de 2016 |
| 2016 | Estrelas na Serra Gaúcha        | 3         | 16 de julho de 2016   | 30 de julho de 2016    |
| 2017 | Estrelas em Pernambuco          | 4         | 07 de janeiro de 2017 | 28 de janeiro de 2017  |
| 2017 | Estrelas Solidárias             | 19        | 08 de abril de 2017   | 19 de agosto de 2017   |
| 2017 | Estrelas do Brasil              | 35        | 26 de agosto de 2017  | 28 de abril de 2018    |

## Audiência
Em sua estreia, obteve 12 pontos de média com 14 de picos e contou com 35% de share (número de televisores analógicos ligados).
Em 2013, vinha mantendo bons índices, girando entre 10 e 12 pontos no horário. Raramente a atração exibida logo em seguida ("TV Xuxa") alcança a mesma audiência do programa apresentado por Angélica. Em muitas ocasiões, cada vez mais comum, o "Estrelas" empata com o "Caldeirão do Huck", que é apresentado em um horário mais favorável por anteceder a novela das seis. Houve semanas, inclusive, nas quais o "Estrelas" figurou como o programa mais assistido nas tardes de sábado.